# 石井義長
石井 義長（いしい　よしなが、1932年 - ）は、日本の歴史家、空也研究家。

## 来歴
東京都南多摩郡由木村生まれ。1956年東京大学法学部卒業、NHK入局。教養部プログラム・ディレクター、放送総局計画担当部長、経営企画室主管、ニューメディア推進本部事務局長を歴任。
1989年定年退職後、東方学院・駒澤短期大学に学ぶ。2000年東洋大学大学院博士後期課程修了、「空也上人の研究 その行業と思想について」で文学博士。東洋大学非常勤講師、東方学院講師、仏教文化研究所研究員。

## 著書
- 『空也上人の研究 その行業と思想』法藏館 2002
- 『阿弥陀聖空也 念仏を始めた平安僧』講談社選書メチエ 2003
- 『空也 我が国の念仏の祖師と申すべし』ミネルヴァ書房 ミネルヴァ日本評伝選 2009
- 『武蔵国多摩郡と由木の里の昔語り』揺籃社 2013

### 論文・記事
- CiNii>石井義長
- INBUDS>石井義長